# Gaga decurrens
Gaga decurrens är en kantbräkenväxtart som först beskrevs av John T. Mickel, och fick sitt nu gällande namn av Fay W.Li och Windham. Gaga decurrens ingår i släktet Gaga och familjen Pteridaceae. Inga underarter finns listade.